# Catherine Hurlin
Catherine Hurlin (New York, 21 gennaio 1996) è una danzatrice statunitense, prima ballerina dell'American Ballet Theatre dal 2022.

## Biografia
Catherine Hurlin è nata a New York nel 1996, figlia di una ballerina della Paul Taylor Dance Company. A 11 anni ha partecipato al Youth America Grand Prix e ha vinto una borsa di studio per la Jacqueline Kennedy Onassis School. Tra il 2007 e il 2009 ha preso parte allo spettacolo natalizio messo in scena annualmente al Radio City Music Hall, mentre nel 2010, quando era ancora una studentessa, ha danzato il ruolo della giovane Clara in occasione della prima de Lo schiaccianoci di Aleksej Ratmanskij.
Dopo essere stata scritturata dall'American Ballet Theatre nel 2013 in qualità di apprendista, nel 2014 è diventata un membro del corps de ballet. Nel 2018 è stata promossa al rango di solista, mentre nel 2022, dopo aver danzato i ruoli di Kitri in Don Chisciotte e Odette e Odile ne Il lago dei cigni alla Metropolitan Opera House, è stata proclamata prima ballerina della compagnia.
Nel corso del decennio trascorso con l'American Ballet Theatre ha danzato in molti dei grandi balletti del repertorio, tra cui La Bayadère di Natalija Romanovna Makarova, Le Corsaire di Anna-Marie Holmes, la Giselle di Kevin McKenzie e Sandra Jones, L'Histoire de Manon e Romeo e Giulietta di Kenneth MacMillan. Inoltre ha danzato nelle prime di balletti di Twyla Tharp, Mark Morris, James B. Whiteside e Aleksej Ratmanskij.